# Le Vieil-Dampierre
Le Vieil-Dampierre est une commune française, située dans le département de la Marne en région Grand Est.

## Géographie
|                      | Sivry-Ante      | Le Chemin |
| Épense               | Vieil-Dampierre | Éclaires  |
| La Neuville-aux-Bois | Les Charmontois |           |

### Hydrographie
La commune est dans la région hydrographique « la Seine du confluent de l'Oise (inclus) à l'embouchure » au sein du bassin Seine-Normandie. Elle est drainée par l'Aisne, l'Ante, le ruisseau de Bord, le canal 01 de la commune de Sivry-Ante, le Fossé 01 de la commune du Vieil-D'Ampierre, le Fossé 03 de la commune d'Epense, le Fossé 06 de la commune du Vieil-d'Ampierre, le Fossé 07 de la commune du Vieil-d'Ampierre, le Fossé 08 de la commune du Vieil-D'Ampierre, le ruisseau de la Gorge aux Loups, le ruisseau de l'Étang de Braux Foret, le ruisseau de l'Étang Neuf, le ruisseau des Mansarts et divers bras de l'Aisne,.
L'Aisne est un  cours d'eau naturel navigable de 256 km de longueur, traversant les cinq départements Meuse, Marne, Ardennes, Aisne, Oise. Elle est un affluent de rive gauche de l'Oise, ce qui fait d'elle un sous-affluent de la Seine. 
L'Ante, d'une longueur de 26 km, prend sa source dans la commune de Noirlieu et se jette  dans l'Aisne à Verrières, après avoir traversé onze communes. 

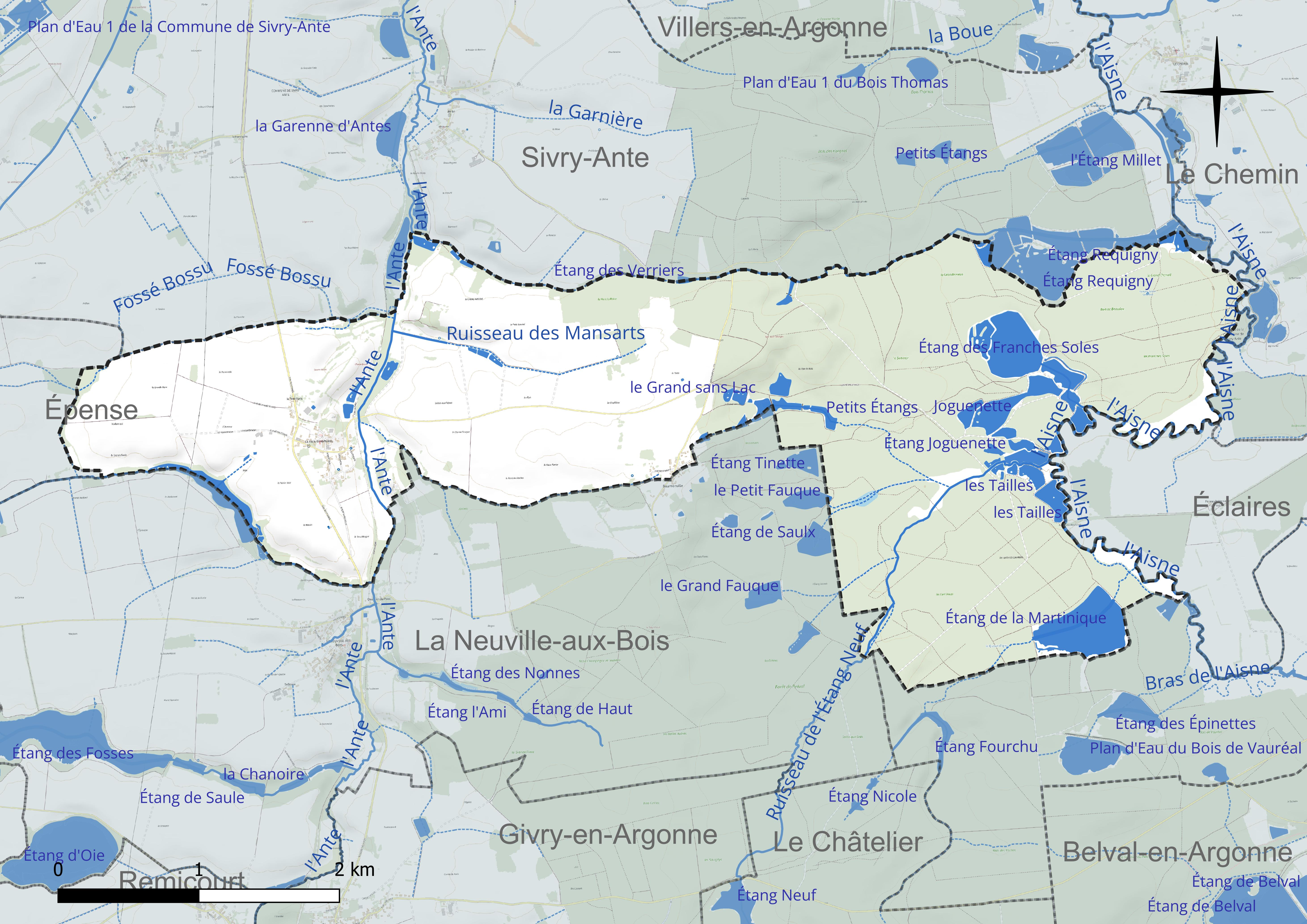
Réseau hydrographique du Vieil-Dampierre.

Divers plans d'eau complètent le réseau hydrographique : Joguenette (7,7 ha), le Grand sans le lac (1,2 ha), le Petit Fauque, d'une superficie totale de 3,4 ha (0,1 ha sur la commune), le plan d'eau 1 de la commune du Viel-Dampierre (2,3 ha), le plan d'eau 2 de la commune du Viel-Dampierre (1,5 ha), les Tailles (3,2 ha), l'étang de la Martinique (19,5 ha), l'étang des Franches Soles (16,3 ha), l'étang des Verriers, d'une superficie totale de 0,5 ha (0,2 ha sur la commune), l'étang Joguenette (0,9 ha) et Petits étangs (1,3 ha),.

### Climat
Pour des articles plus généraux, voir Climat du Grand Est et Climat de la Marne.
En 2010, le climat de la commune est de type climat des marges montargnardes, selon une étude du Centre national de la recherche scientifique s'appuyant sur une série de données couvrant la période 1971-2000. En 2020, Météo-France publie une typologie des climats de la France métropolitaine dans laquelle la commune est exposée à un climat océanique altéré et est dans la région climatique  Nord-est du bassin Parisien, caractérisée par un ensoleillement médiocre, une pluviométrie moyenne régulièrement répartie au cours de l’année et un hiver froid (3 °C). 
Pour la période 1971-2000, la température annuelle moyenne est de 10,1 °C, avec une amplitude thermique annuelle de 15,8 °C. Le cumul annuel moyen de précipitations est de 879 mm, avec 13 jours de précipitations en janvier et 9,1 jours en juillet. Pour la période 1991-2020, la température moyenne annuelle observée sur la station météorologique de Météo-France la plus proche, « Argers », sur la commune d'Argers à 10 km à vol d'oiseau, est de 10,9 °C et le cumul annuel moyen de précipitations est de 739,4 mm. 
La température maximale relevée sur cette station est de 41,1 °C, atteinte le 25 juillet 2019 ; la température minimale est de −17,5 °C, atteinte le 20 décembre 2009,,. 
Les paramètres climatiques de la commune ont été estimés pour le milieu du siècle (2041-2070) selon différents scénarios d'émission de gaz à effet de serre à partir des nouvelles projections climatiques de référence DRIAS-2020. Ils sont consultables sur un site dédié publié par Météo-France en novembre 2022.

## Urbanisme

### Typologie
Au 1er janvier 2024, Le Vieil-Dampierre est catégorisée commune rurale à habitat dispersé, selon la nouvelle grille communale de densité à sept niveaux définie par l'Insee en 2022.
Elle est située hors unité urbaine. Par ailleurs la commune fait partie de l'aire d'attraction de Sainte-Menehould, dont elle est une commune de la couronne,. Cette aire, qui regroupe 50 communes, est catégorisée dans les aires de moins de 50 000 habitants,.

### Occupation des sols
L'occupation des sols de la commune, telle qu'elle ressort de la base de données européenne d’occupation biophysique des sols Corine Land Cover (CLC), est marquée par l'importance des forêts et milieux semi-naturels (48,8 % en 2018), en augmentation par rapport à 1990 (47,2 %). La répartition détaillée en 2018 est la suivante : 
forêts (48,8 %), terres arables (33,8 %), prairies (8,2 %), eaux continentales (5,3 %), zones urbanisées (2,2 %), zones agricoles hétérogènes (1,6 %). L'évolution de l’occupation des sols de la commune et de ses infrastructures peut être observée sur les différentes représentations cartographiques du territoire : la carte de Cassini (XVIIIe siècle), la carte d'état-major (1820-1866) et les cartes ou photos aériennes de l'IGN pour la période actuelle (1950 à aujourd'hui).

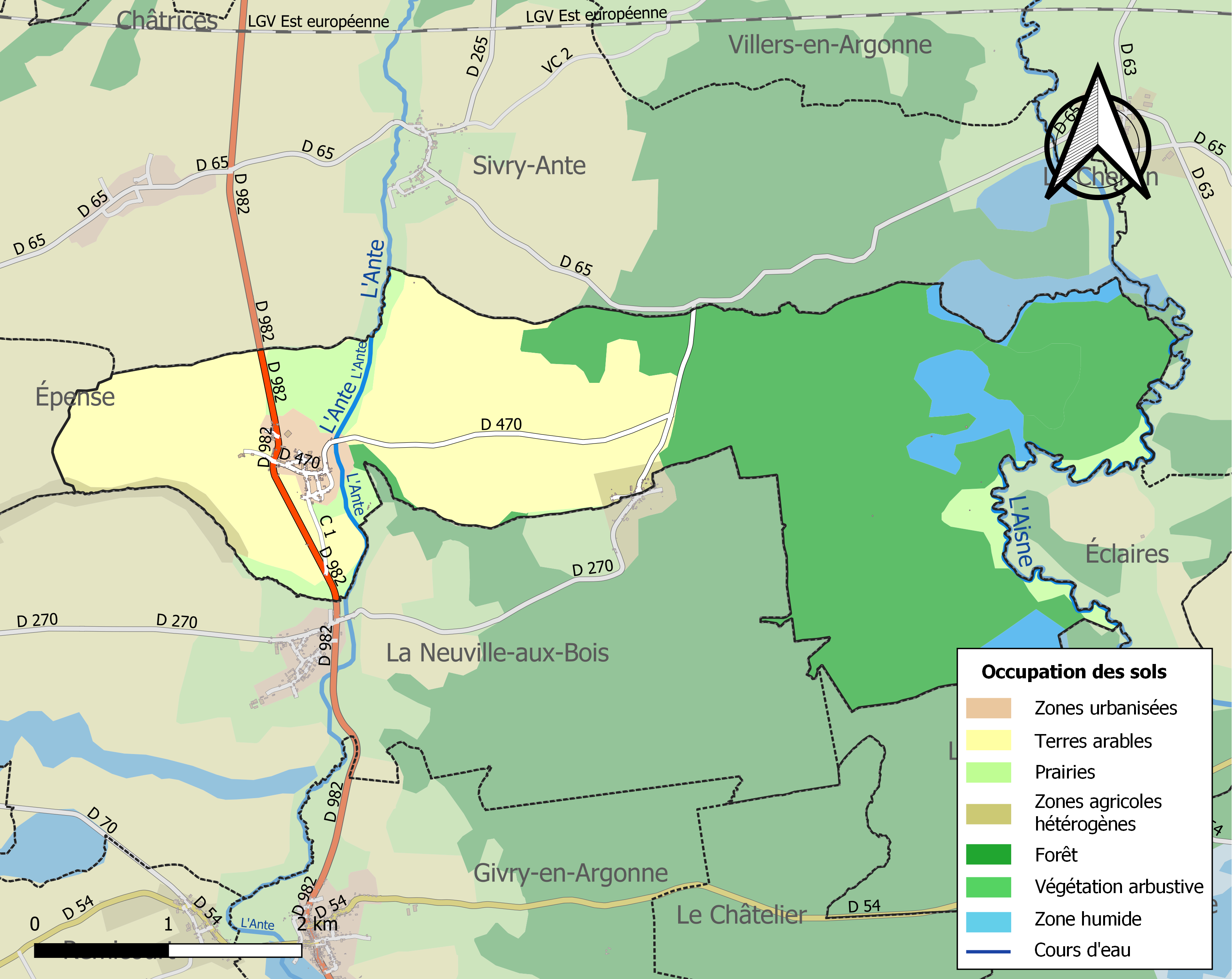
Carte des infrastructures et de l'occupation des sols de la commune en 2018 (CLC).

## Toponymie
Le nom de la localité est attesté sous les formes Capella castri Domni Petri in Estanneio en 1144 (cartulaire de Saint-Martin-des-Champs, LL 1351, f° 7 v°), Ecclesia de Veteri Dampetro en 1147 (cart. de Saint-Martin-des-Champs, LL 1351, f° 9 r°), Vetus Damperre entre 1154 et 1161 (cart. de Montiers, 10946, f° 20 r°), Vetus Damperr en 1164 et 1167 (cart. de Montiers, 10946, f° 7 v°), Vetus Dampierre vers 1180 (cart. de Montiers, 10946, f° 34 v°), Vetus Domnapetra en 1197 (Châtrices), Vetus Dampetra en 1225 (cart. de Montiers, 10946, f° 38 v°), Le Viez Dampierre en 1237 (Montiers, c. 4), Dampetra Vetus en 1243 (Montiers, c. 2), Viez Dampierre vers 1300 (extenta Campanie, Ste-Menehould), Le Viès Dampierre en 1392 (arch. nat., P 184, 94), Le Vielz Dampierre 1414 (arch. nat., P 161, 15 bis), Le Viel Dampierre en 1478 (arch. nat., P 161, 39), Le Vieil Dampierre en 1498 (arch. nat., P 161, 229), Le Vielz Dampierre en 1509 (arch. nat., P 207, 13), Vielz Dampierre en 1538 (arch. nat., P 184, 94), Vieil Dampierre en 1554 (arch. nat., P 162, 364), Vidampierre et Vidempierre en 1602 (arch. nat., P 183, 85), Le Vieux Dampierre en 1662 (dioc. anc. de Châl., t. I, p. 287), Vieille Dampierre en 1685 (arch. nat., P 221, 51), Vieux Dampierre en 1722 (arch. nat., Q1 661).
Dampierre est un hagiotoponyme : du bas latin dommus et du nom de saint Petrus.

## Histoire
Après 1440, Antoine de Bournonville, par héritage de sa femme Jeanne de Thourotte, devient seigneur d'un fief qui est situé à cheval sur les actuelles communes du Vieil-Dampierre et de La Neuville-aux-Bois. Ce fief prend le nom de Bournonville et forme actuellement un hameau.
7 septembre 1683, aveu et dénombrement de Charles de Chérisey, pour partie de la seigneurie du Vieil-Dampierre, déclarant que le château de La Motte, situé dans cette paroisse et bâti sur l'une des deux buttes qui s'y voient encore, appartenait à lui seul. Cet immeuble consistait en un pavillon avec plusieurs chambres, tant hautes que basses, en un logement pour le fermier, en un colombier et en divers bâtiments ruraux, le tout fermé de clôtures.
Charles de Chérisey chevalier, était seigneur de Chérisey, de Boncourt, du Vieil-Dampierre, d'Antes, de Senoncourt, et de Lalleuf. Il fut capitaine au régiment de Touraine puis commandant de la Compagnie des Gardes du Corps du duc de Lorraine Charles IV et suivait le rite réformé.

## Politique et administration
Par décret du 29 mars 2017, l'arrondissement de Sainte-Menehould est supprimée et la commune est intégrée le 31 mars 2017 à l'arrondissement de Châlons-en-Champagne.

### Intercommunalité
La commune, antérieurement membre de la communauté de communes de la Région de Givry-en-Argonne, est membre, depuis le 1er janvier 2014, de la CC de l'Argonne Champenoise.
En effet, conformément au schéma départemental de coopération intercommunale de la Marne du 15 décembre 2011, cette communauté de communes de l'Argonne Champenoise est issue de la fusion, au 1er janvier 2014,  de : 
- la communauté de communes du Canton de Ville-sur-Tourbe ;
- de la communauté de communes de la Région de Givry-en-Argonne ;
- et de la communauté de communes de la Région de Sainte-Menehould.

Les communes isolées de Cernay-en-Dormois, Les Charmontois, Herpont et Voilemont ont également rejoint l'Argonne Champenoise à sa création.

### Liste des maires
| Période                                  | Période                      | Identité              | Étiquette | Qualité |
| ---------------------------------------- | ---------------------------- | --------------------- | --------- | ------- |
| Les données manquantes sont à compléter. |                              |                       |           |         |
| juin 2005                                | 2008                         | Jean-Pierre Chaumelle |           |         |
| mars 2008                                | 2014                         | Jean-Jacques Mayot    |           |         |
| 2014                                     | En cours (au 4 juillet 2014) | M. Claude Dommartin   |           |         |

## Équipements et services publics

### Postes et télécommunications
Une boîte aux lettres de La Poste se trouve sur le territoire de la commune, rue Saint-Pierre. Le bureau de poste le plus proche est situé à Sainte-Menehould, à environ 12 km du Vieil-Dampierre.

### Justice, sécurité et secours
Du point de vue judiciaire, Le Vieil-Dampierre relève du conseil de prud'hommes, du tribunal de commerce, du tribunal judiciaire, du tribunal paritaire des baux ruraux et du tribunal pour enfants de Châlons-en-Champagne, dans le ressort de la cour d'appel de Reims. Pour le contentieux administratif, la commune dépend du tribunal administratif de Châlons-en-Champagne et de la cour administrative d'appel de Nancy.
Le Vieil-Dampierre est située en secteur Gendarmerie nationale et dépend de la brigade de Givry-en-Argonne.
En matière d'incendie et de secours, les casernes les plus proches sont celles de Dampierre-le-Château et Givry-en-Argonne, rattachées au Service départemental d'incendie et de secours (SDIS) de la Marne.

## Démographie
L'évolution du nombre d'habitants est connue à travers les recensements de la population effectués dans la commune depuis 1793. Pour les communes de moins de 10 000 habitants, une enquête de recensement portant sur toute la population est réalisée tous les cinq ans, les populations de référence des années intermédiaires étant quant à elles estimées par interpolation ou extrapolation. Pour la commune, le premier recensement exhaustif entrant dans le cadre du nouveau dispositif a été réalisé en 2008.

En 2022, la commune comptait 106 habitants, en évolution de −10,92 % par rapport à 2016 (Marne : −1,19 %, France hors Mayotte : +2,11 %).
| 1793 | 1800 | 1806 | 1821 | 1831 | 1836 | 1841 | 1846 | 1851 |
| ---- | ---- | ---- | ---- | ---- | ---- | ---- | ---- | ---- |
| 350  | 356  | 343  | 326  | 355  | 357  | 315  | 316  | 309  |

| 1856 | 1861 | 1866 | 1872 | 1876 | 1881 | 1886 | 1891 | 1896 |
| ---- | ---- | ---- | ---- | ---- | ---- | ---- | ---- | ---- |
| 314  | 283  | 263  | 254  | 239  | 246  | 248  | 234  | 223  |

| 1901 | 1906 | 1911 | 1921 | 1926 | 1931 | 1936 | 1946 | 1954 |
| ---- | ---- | ---- | ---- | ---- | ---- | ---- | ---- | ---- |
| 211  | 210  | 198  | 175  | 173  | 155  | 145  | 163  | 129  |

| 1962 | 1968 | 1975 | 1982 | 1990 | 1999 | 2006 | 2008 | 2013 |
| ---- | ---- | ---- | ---- | ---- | ---- | ---- | ---- | ---- |
| 126  | 120  | 94   | 107  | 94   | 103  | 101  | 101  | 122  |

| 2018 | 2022 | - | - | - | - | - | - | - |
| ---- | ---- | - | - | - | - | - | - | - |
| 111  | 106  | - | - | - | - | - | - | - |

## Lieux et monuments
On trouvera quelques informations sur l’histoire du village dans l’article de Daniel HOCHEDEZ et Catherine SCHUSTER : « A la découverte des sites médiévaux de l’Argonne du sud » dans la revue Horizons d’Argonne ; n° 90 ; juin 2013, éditée par le Centre d’études argonnais http://centretudargonnais.org/HorizonArgonne90.pdf